# Lovac na veštice
Lovac na veštice je epizoda Dilan Doga objavljena u svesci br. 144. u izdanju Veselog četvrtka. Sveska je objavljena 21.02.2019. Koštala je 270 din (2,27 €; 2,65 $). Imala je 94 strane.

## Originalna epizoda
Originalna epizoda pod nazivom Il generale inquisitore objavljena je premijerno u br. 353. regularne edicije Dilana Doga u Italiji u izdanju Bonelija. Izašla je 28.01.2016. Epizodu je nacrtao Luka Kazalangvida, a scenario napisao Fabricio Akatino. Naslovnu stranu nacrtao Anđelo Stano. Koštala je 3,5 €.

## Kratak sadržaj
Dilanova devojka Mirjam napušta projekciju engleskog horor-klasika Lovac na veštice (režija Majkl Rivs, 1968), jer ne može da izdrži količinu nasilja u filmu. Dilan pokušava da je zaustavi, ali Mirjam je odlučna da napusti i Dilana jer je poveo da gleda ovakav film. Šetajući ulicama, Dilana presreće Ian Oglivi, jedan od glavnih glumaca pomenutog filma. Oglivi priča Dilanu priču o smrti režisera Majkla Rivsa. Po njegovoj verziji, Rivsa je posetio Džejms Trevijan i dao mu scenario za film Witchfinder General, te mu poklonio kofer pun keša za snimanje filma pod uslovom da Rivs film snimi bez menjanja scenarija. Rivs, međutim, nije izdržao, te je promenio kraj filma u kome glavni lik (Metju Hopkins) biva ubijen iz osvete, dok je u originalu on umro prirodnom smrću nakon što se povukao u malo mesto gde je proveo ostatak života.
U međuvremenu, Dilan počinje potragu za Džejmsom Trevijanom koja ga odvodi na British Film institut na kome sreće Imodžen s kojom počinjne novu ljubavnu romansu. U razgovoru sa Nikolasom Tajakom, profesorom istorije i strčnjakom za englesku srednovekovnu istoriju, Dilan saznaje ostale detalje iz života Metju Hopkinsa, glavnog lika filma Witchfinder General. Tajak tvrdi da je M. Hopkins prestao da se bavi lovom na veštice, ali da se njegov zavet prenosi sa generacije na generaciju i traje dan-danas.
Naredne noći Dilana i Imodžen kidnapuje grupa lovaca na veštice. Jedan od njih nosi prsten sa inicijalima MH, čime se potvrđuje profesorova teza o prenosu Hopkinsovog zaveta. Dilan, međutim, u borbi ovakvih ljudi vidi isključivo psihopatologiju i sadizam transformisan u religijsku misiju. Lovac na veštice, str. 68, čime obnavlja Rivsovo viđenje fenomena lova na veštice iz sedamnaestovekovne Engleske.

## Inspiracija filmom
Epizoda je inpirisana sudbinom filma Witchfinder General (na srpskom prevodu Za dželata nema milosti) snimljenom 1968. godine. Režiser Majkl Rivs je ovaj fim snimio sa svega 24 godine, a nakon godinu dana umro pod nerazjašnjenim okolnostima.
Rivsov film je bio inspirisan istorijskim ličnostima i događajima. Glavni lik ovog filma je Metju Hopkins (glumi ga Vinsent Prajs), koji u doba Kromevelove Engleske (oko 1645. god) lovi veštice za novac, a u stvari uživala u mučenju bespomoćnih žena. Film se protumačen kao subverzivno delo koje izvrgava kritici autritete (pogotovo crkvu i zakonodavstvo).

## Inspiracija rok muzikom
Tokom mučenja Rebeke, devojke koja je odbila ljubav Džeremija, jednog člana grupe lovaca na veštice, sa muzičkog uređaja se čuje "Scary Monsters" Dejvida Bouvija.

## Prethodna i naredna epizoda
Prethodna epizoda nosila je naziv Kaligrafija bola (br. 143), a naredna Beda i okrutnost (br. 144).